# Вулиця Князя Острозького (Тернопіль)
Вулиця Князя Острозького — одна з вулиць міста Тернополя. Названа на честь князя Костянтина Василя Острозького, власника міста. Довжина — близько 1100 м, напрямок — з півночі на південний схід.
Починається від вулиці Руської і закінчується на кільцевій розв'язці з вулицями Замонастирською, Микулинецькою, Гайовою та Торговиця.
До вулиці Князя Острозького з лівої сторони прилучаються Бульвар Тараса Шевченка, вулиці Січових Стрільців, Шпитальна, Стрімка, з правої — вулиці Митрополита Шептицького, Липова, Перля.

## Історія
Майже з часу заснування Тернополя його перетинав торговий тракт, який проходив через Львівську і Кам'янецьку брами і виходив за межі укріплень. Головними його артеріями були Кам'янецька і Буковинська дороги. Буковинська дорога пролягала вже за межами міських валів на Микулинецькому передмісті. Згодом передмістя зливається з Тернополем, а стара дорога стає Микулинецькою вулицею. З кінця XIX ст. ця вулиця має ім'я князя Костянтина Острозького. Здавна вулиця пролягала від рогатки до в'їзної Кам'янецької брами. На рогатці збирали колись мито за в'їзд у місто та інші оплати на користь міської скарбниці.

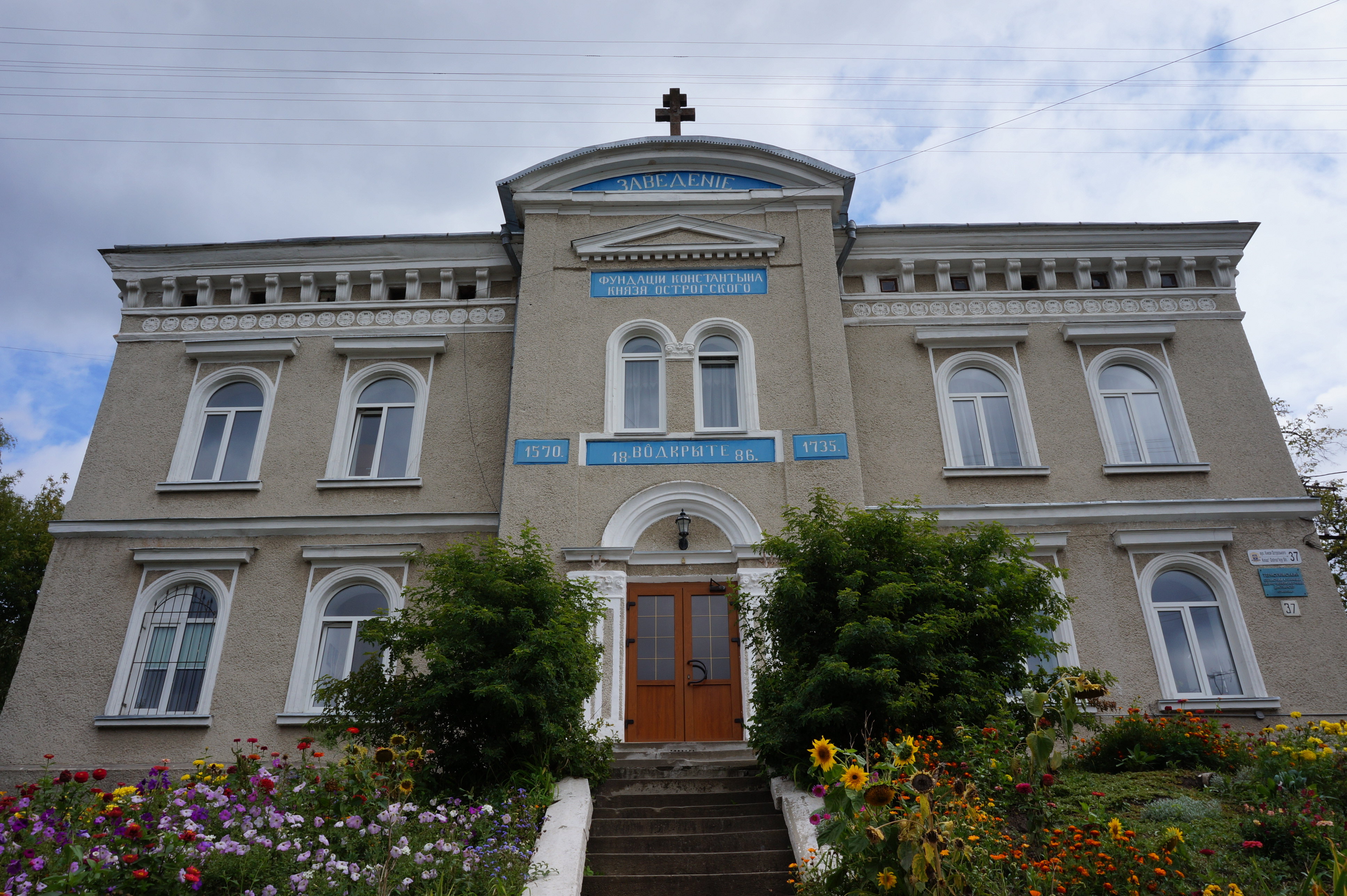
Будинок фундації князя Острозького

На вулиці Князя Острозького зберігся один з давніх будинків — «фундація князя Острозького». Історія фундації пов'язана з часом, коли власником Тернополя був Костянтин Костянтинович Острозький, який успадкував місто після одруження з Софією Тарновською. У вересні 1570 року він видав грамоту, в якій говорилося, що при церкві Різдва Христового «має бути теж шпиталь для бідних, на утримання якого князь записує поля, що тягнулись вздовж піль польського шпиталю аж до села Білої, і в другім місці — коло піль березовицьких по теребовлянський гостинець». Завдяки цій грамоті у місті виникло братство, яке, крім церковних справ, займалось шкільництвом і опікунством над згаданим шпиталем, котрий знаходився неподалік Середньої церкви.

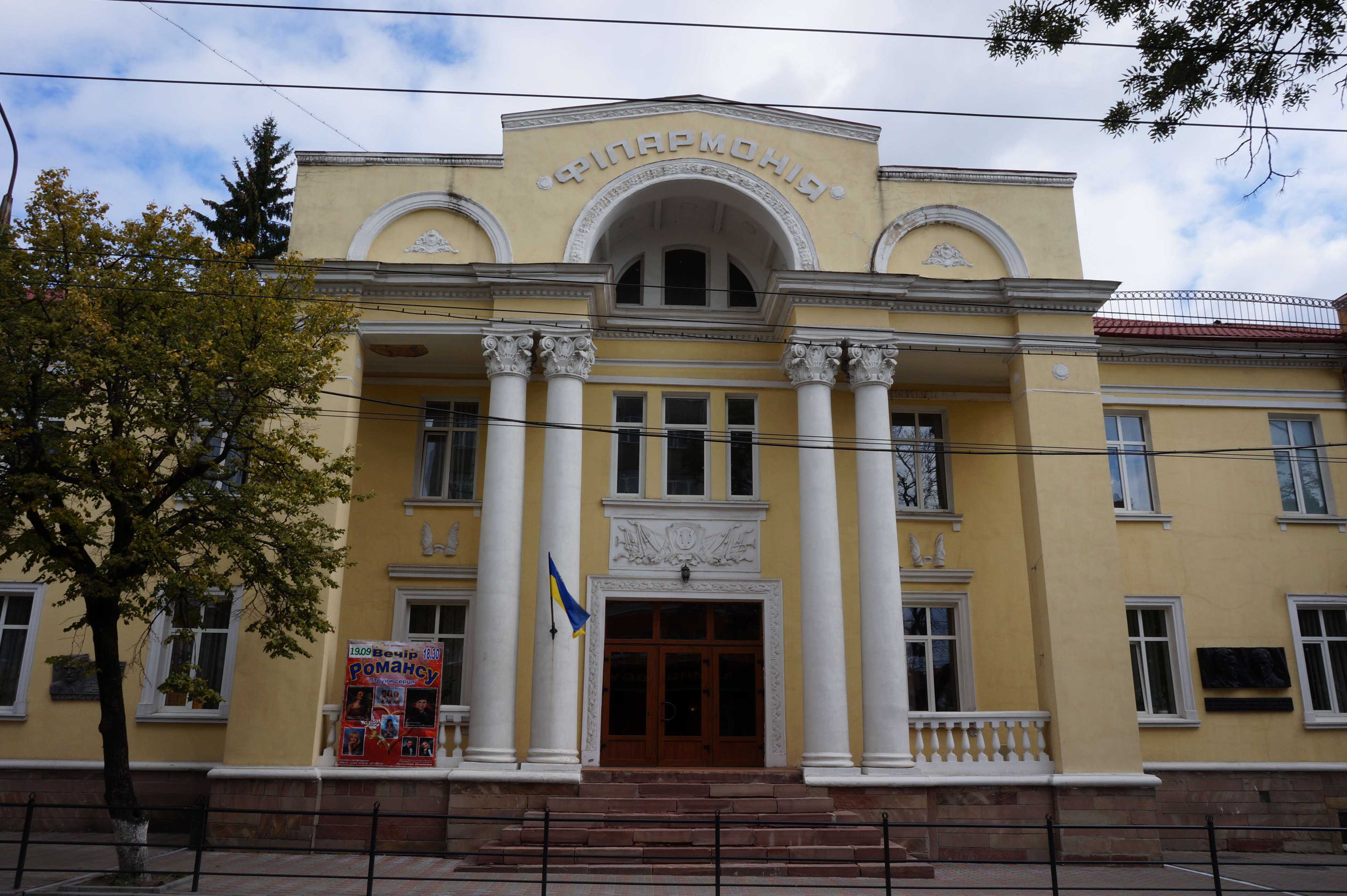
Колишній будинок «Міщанського братства», тепер Обласна філармонія

У 1883 році шпитальний фонд був відокремлений від церкви і утворено фундацію під назвою «Заведеніє фундації Константина князя Острозького в Тернополі». Виникла потреба будівництва власного будинку для утримання хворих і перестарілих міщан. 12 травня 1886 року урочисто відкрили «заведеніє», яке стало найбільшою і найбагатшою добродійною українською інституцією. У фундації Острозького розміщалася перша міщанська читальня, заснована О. Барвінським під назвою «Міщанське братство». Згодом братство збудувало власний будинок на цій вулиці (сучасний будинок Обласної філармонії).
Існував також сиротинець під назвою «Сирітський захист». Деякий час він знаходився на вулиці о. С. Качали, а потім — у приміщенні фундації. Утримувався він в основному за рахунок пожертвувань тернопільських міщан та землеробів навколишніх сіл. У 1935 році розпочався збір коштів на будівництво власної домівки для «Сирітського захисту» на вулиці Острозького №56 (тепер тут розмістився адміністративний суд). У 1938 році у новозбудованому приміщенні розмістились сиротинець і захоронка.
У будинку з колонами №38 навпроти «Міщанського братства» містилось греко-католицьке парафіяльне управління, де зберігалися метричні книги Тернопільської парафії. У цій церковній оселі у лютому 1918 року тернопільське духовенство зустрічалось з архікнязем Вільгельмом Габсбургом, знаним як Василь Вишиваний.
На вулиці Острозького на пагорбі було старовинне єврейське кладовище з давніми надгробними плитами. У роки Другої світової війни тут здійснювались масові розстріли євреїв. А в повоєнний час на цьому місці піднялась одна з перших новобудов Тернополя — будинок №39 (сьогодні — №45) у стилі так званого «сталінського класицизму».
Давніше наприкінці вулиці поблизу церкви Успення Пресвятої Богородиці існував Монастирський цвинтар, який знищили, зрівняли і забудували на початку 1960-х років.

## Транспорт
Вулиця є однією з найінтенсивніших магістралей міста. Рух авто- та електротранспорту від початку вулиці до перехрестя з вулицею Митрополита Шептицького — односторонній, від вказаного перехрестя до кінця вулиці — двосторонній. Дорожнє покриття від початку до кінця вулиці — асфальт. 
На вулиці розташовано 7 зупинок громадського транспорту. По всій вулиці чи частково курсують автобусні маршрути №13, 14, 15, 16, 17, 18, 19, 20, 20А, 22, 22А, 23, 25, 26, 26А, 27, 28, 29, 30, 31, 35, 36, 37, 39, 49, тролейбуси № 3, 4, 5, 6, 7, 8, 9.

## Установи, організації
- Тернопільське територіальне медичне об'єднання (вул. Князя Острозького, 9)
- Тернопільська обласна філармонія (вул. Князя Острозького, 11)[3]
- Тернопільський міський відділ державної виконавчої служби Головного територіального управління юстиції у Тернопільській області (вул. Князя Острозького, 14)
- Апеляційний суд Тернопільської області (вул. Князя Острозького, 14а)
- Господарський суд Тернопільської області (вул. Князя Острозького, 14а)
- «Комплексна дитячо-юнацька спортивна школа № 2» (вул. Князя Острозького, 16)[4]
- Управління Тернопільської єпархії УПЦ КП (вул. Князя Острозького, 19)
- Тернопільський окружний адміністративний суд (вул. Князя Острозького, 20)
- Тернопільська загальноосвітня школа-ліцей № 13 імені Андрія Юркевича

## Пам'ятки, пам'ятні знаки
На вулиці є чимало будинків, які є пам'ятками архітектури місцевого значення, зокрема, будинок «Міщанського братства».
Є пам'ятна дошка Іванові Франку на будівлі «Міщанського братства» (1983, скульптор Ярослав Голець).

## Галерея

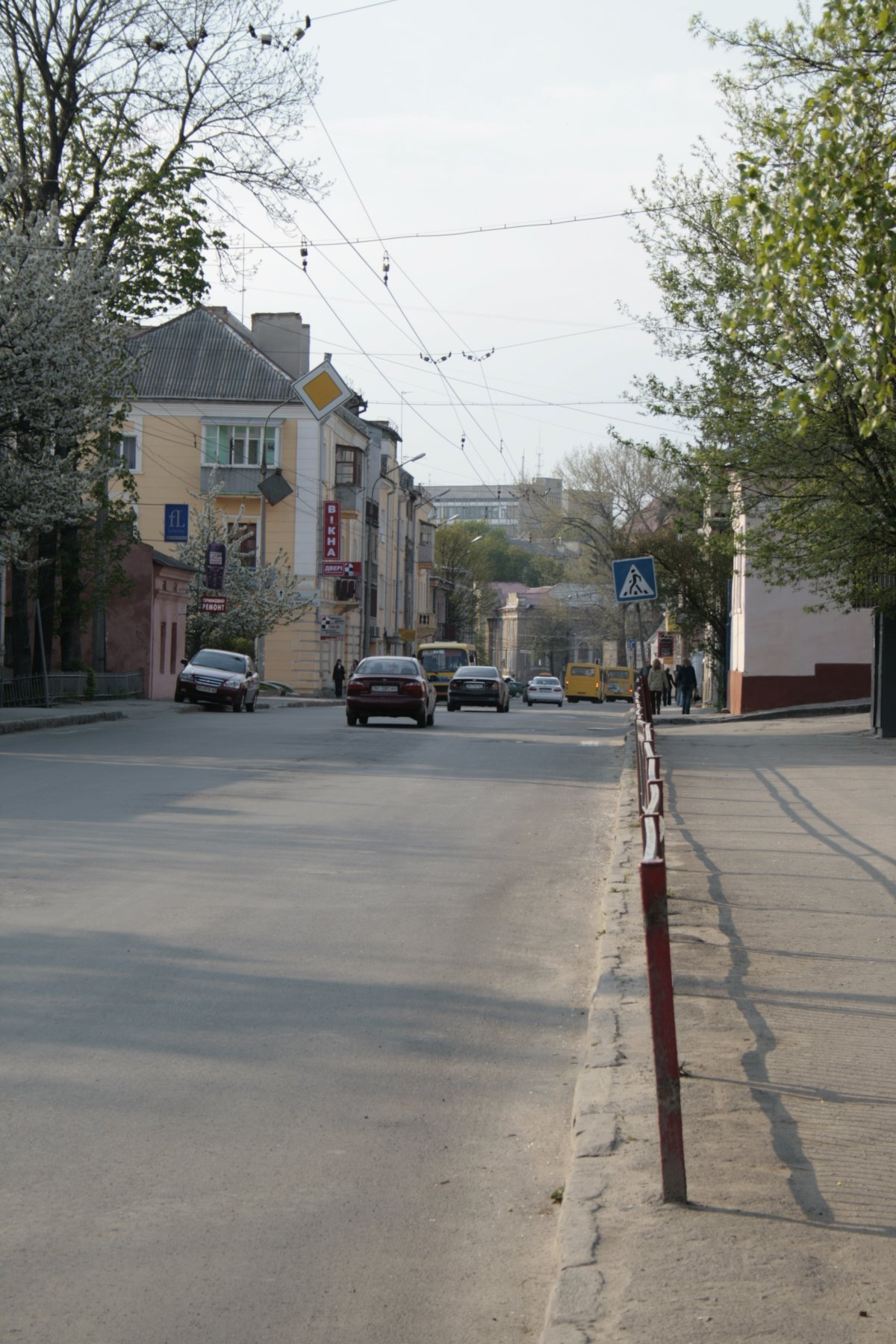
Вигляд на вулицю зі сторони автовокзалу
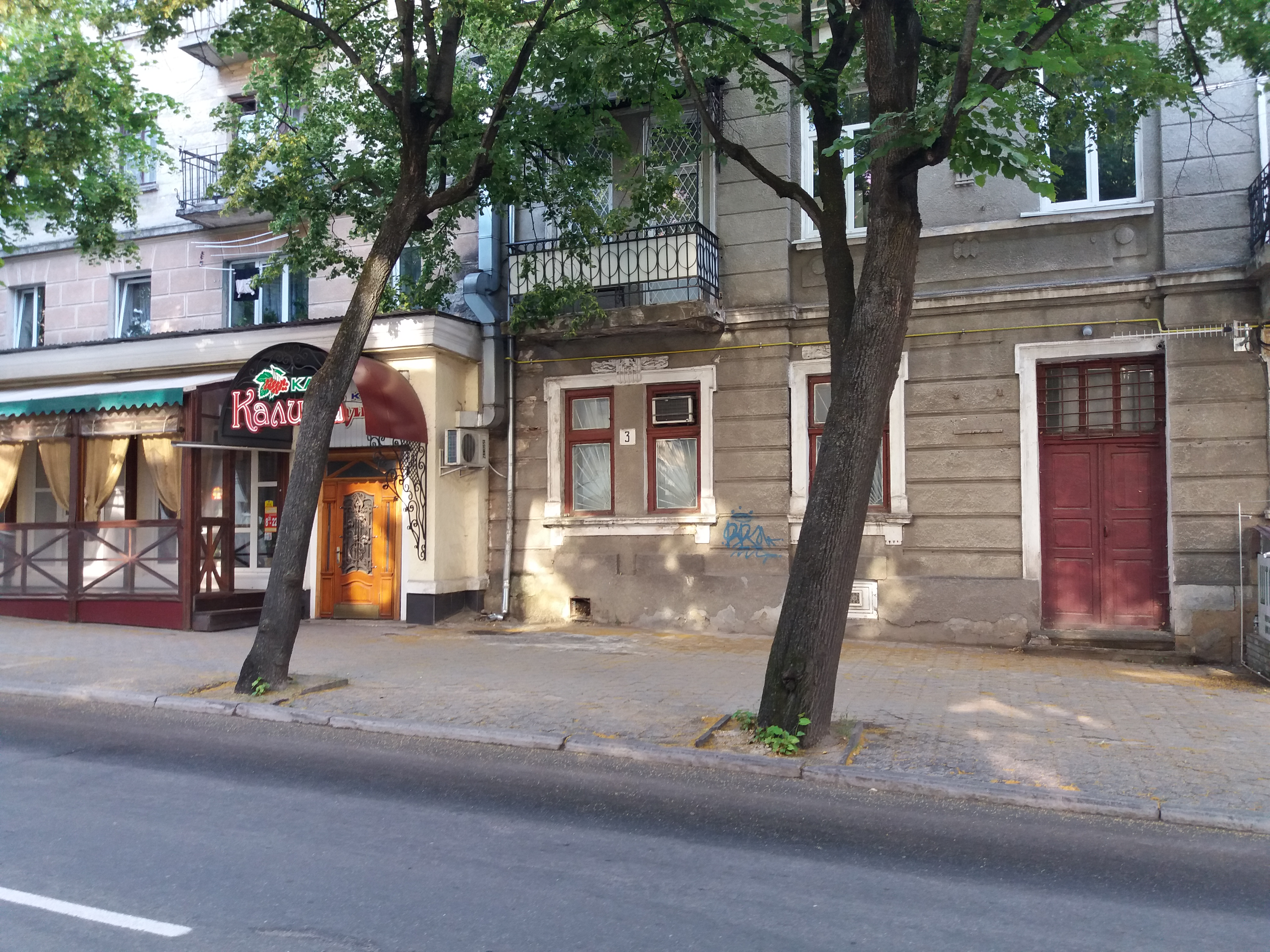
Вул. Князя Острозького, 3
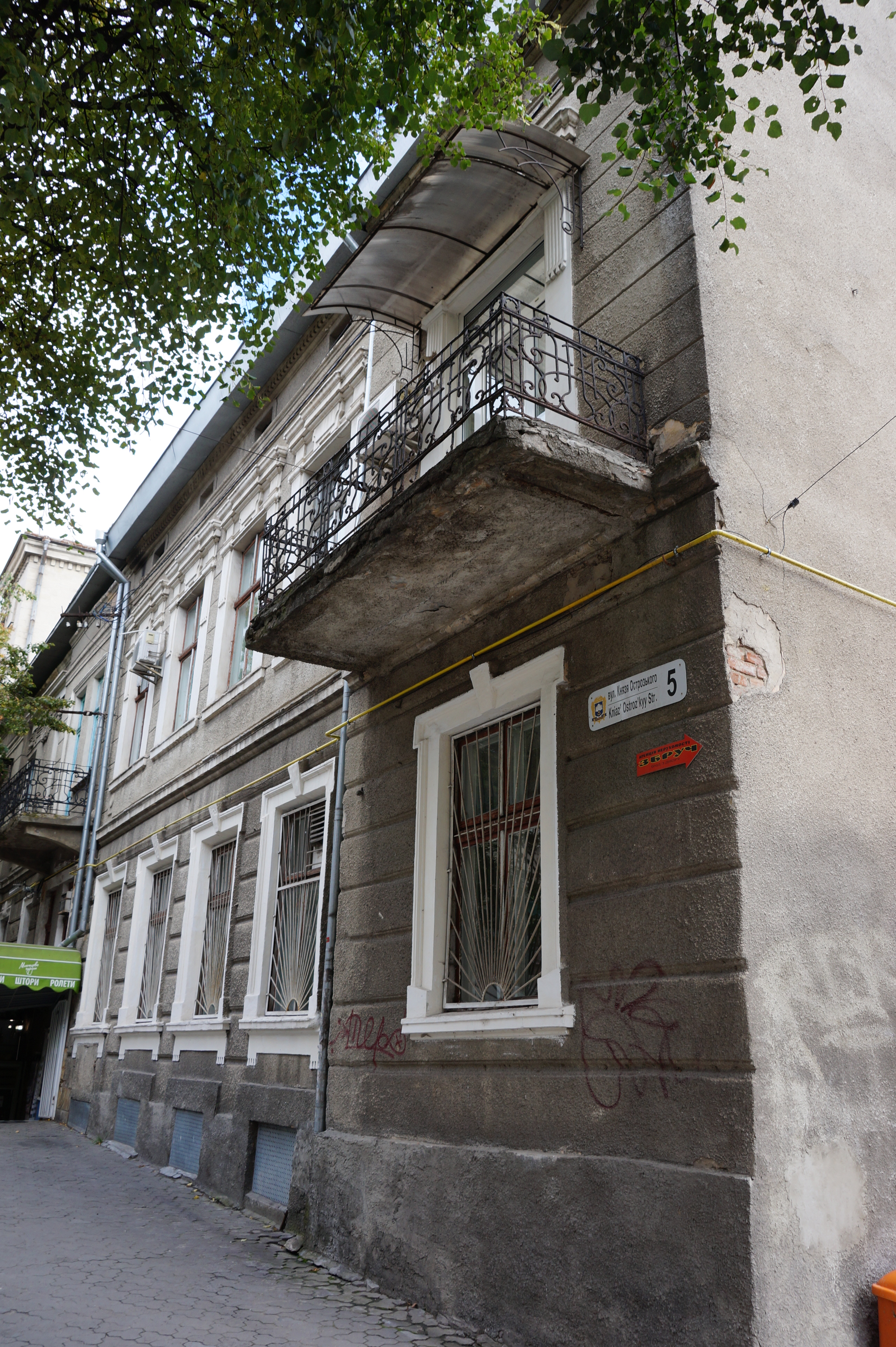
Вул. Князя Острозького, 5
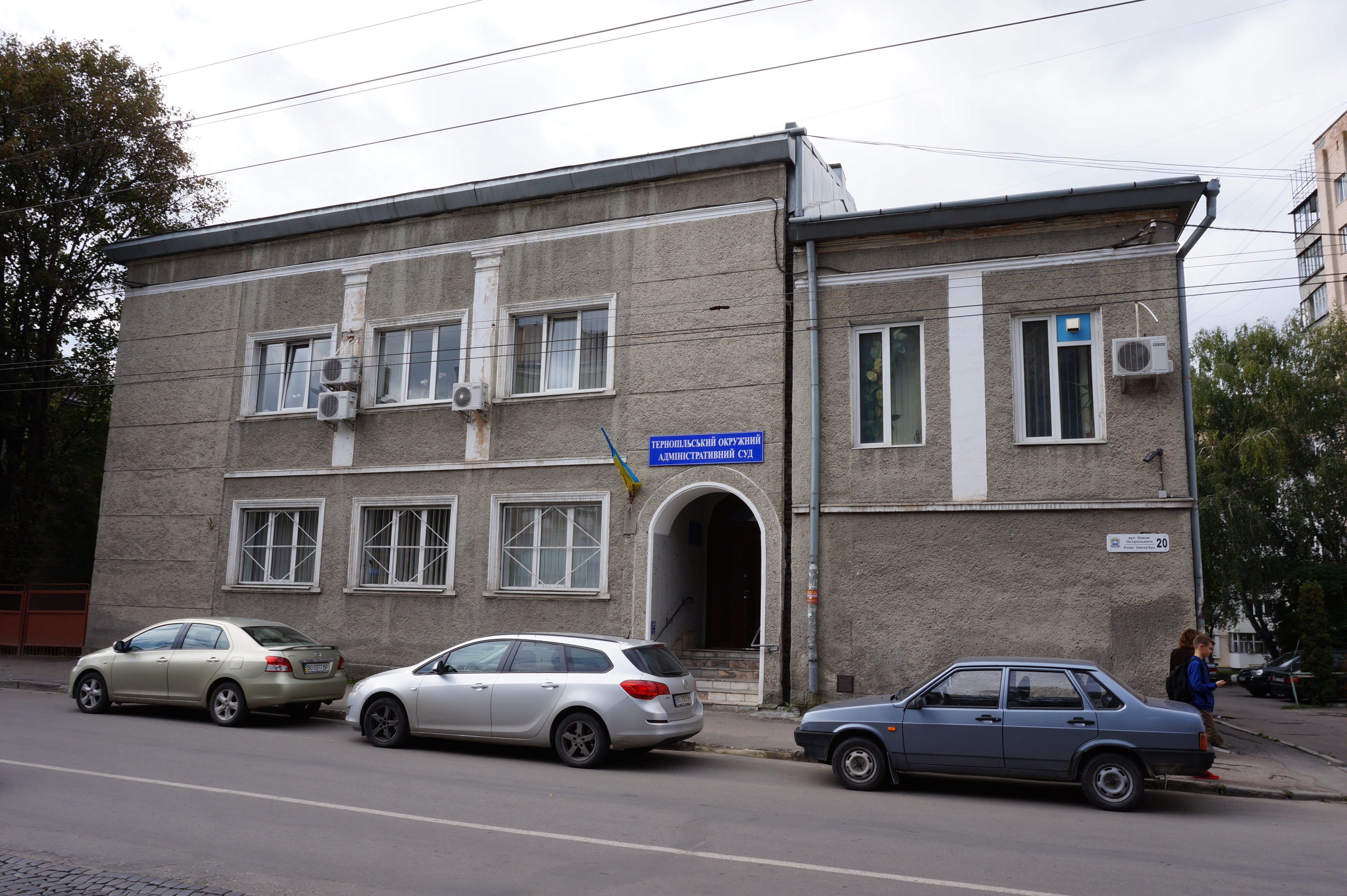
Вул. Князя Острозького, 20
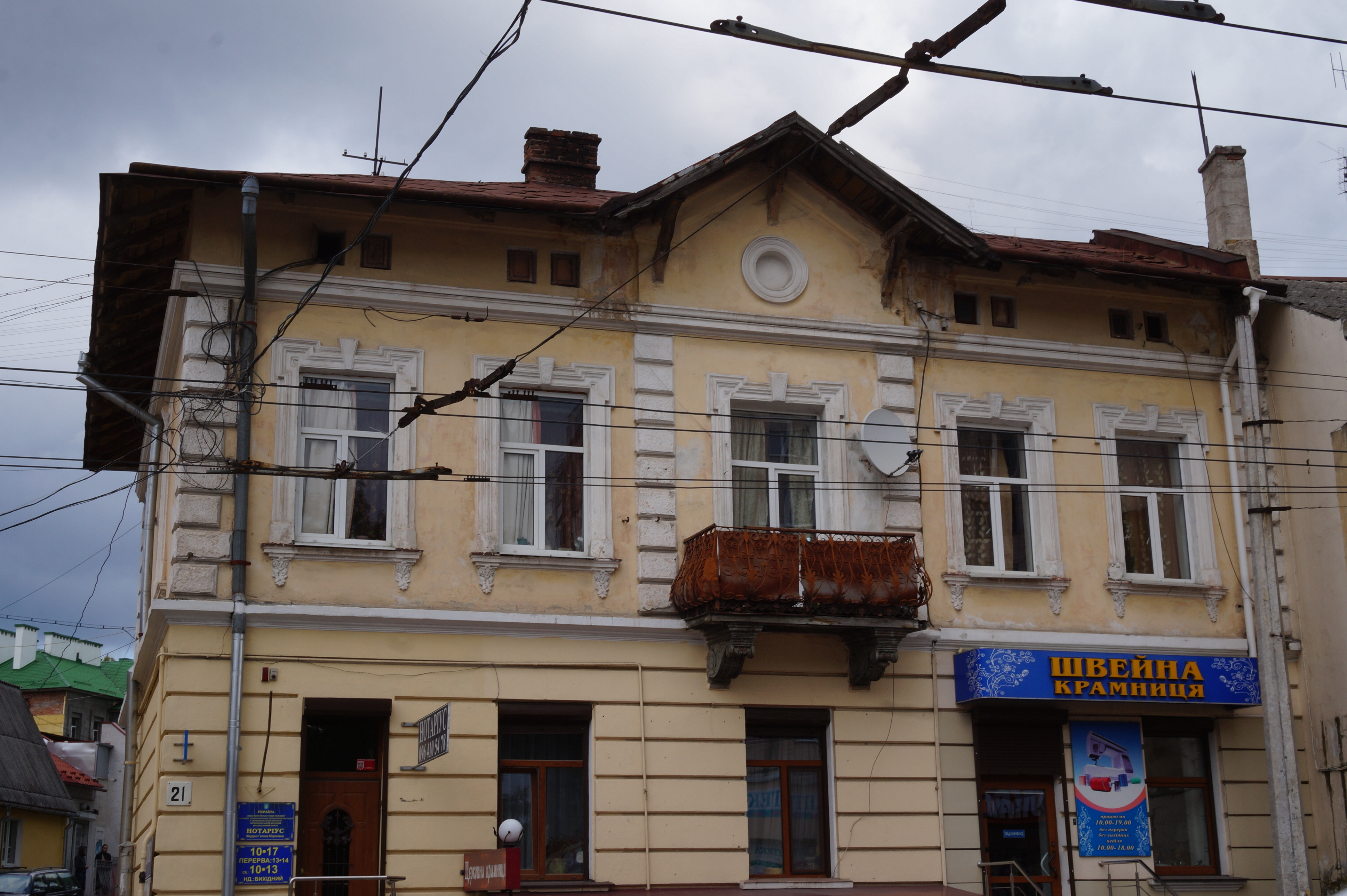
Вул. Князя Острозького, 21
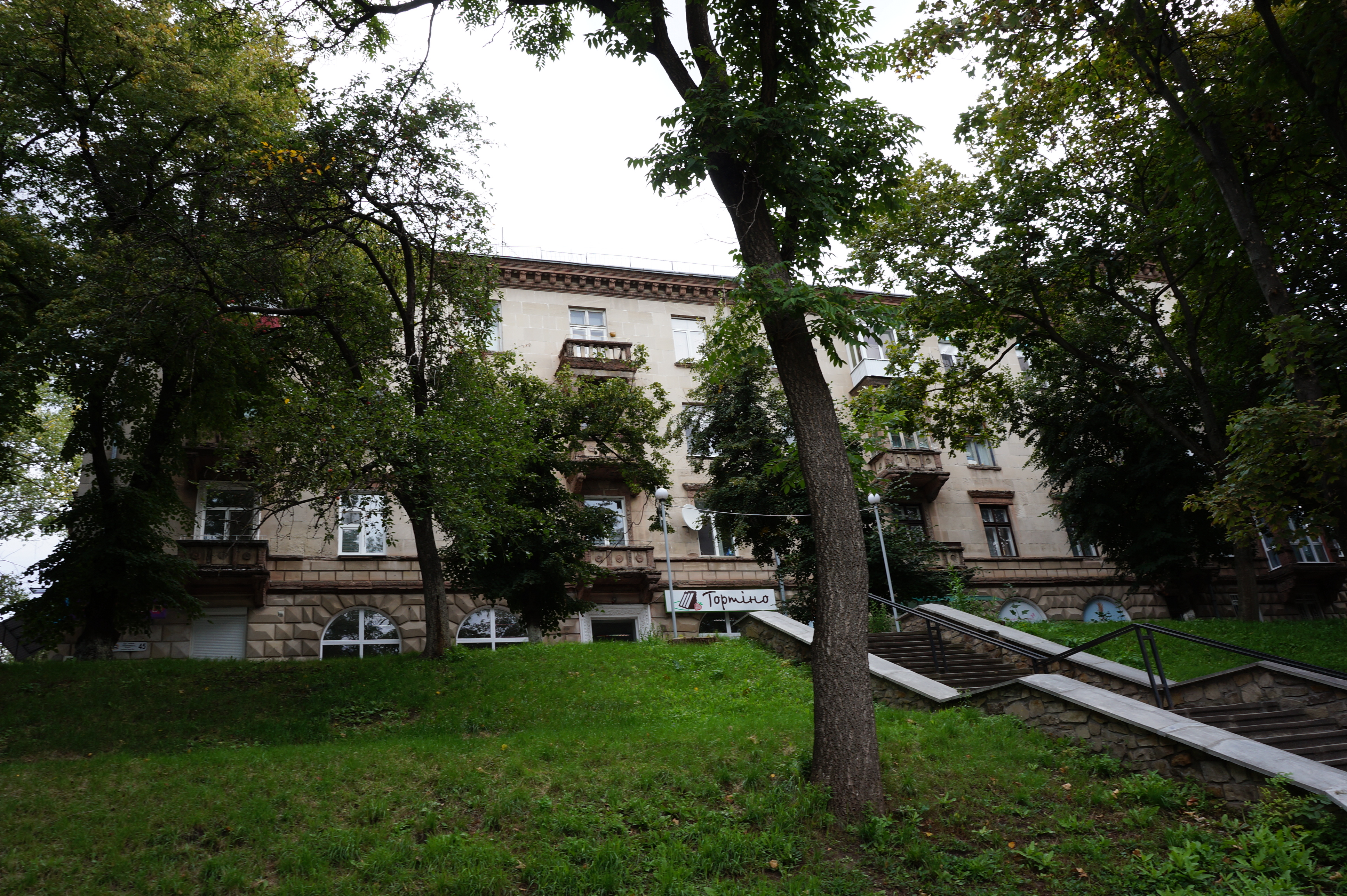
Вул. Князя Острозького, 45
Будинок правосуддя (вул. Князя Острозького, 14а)
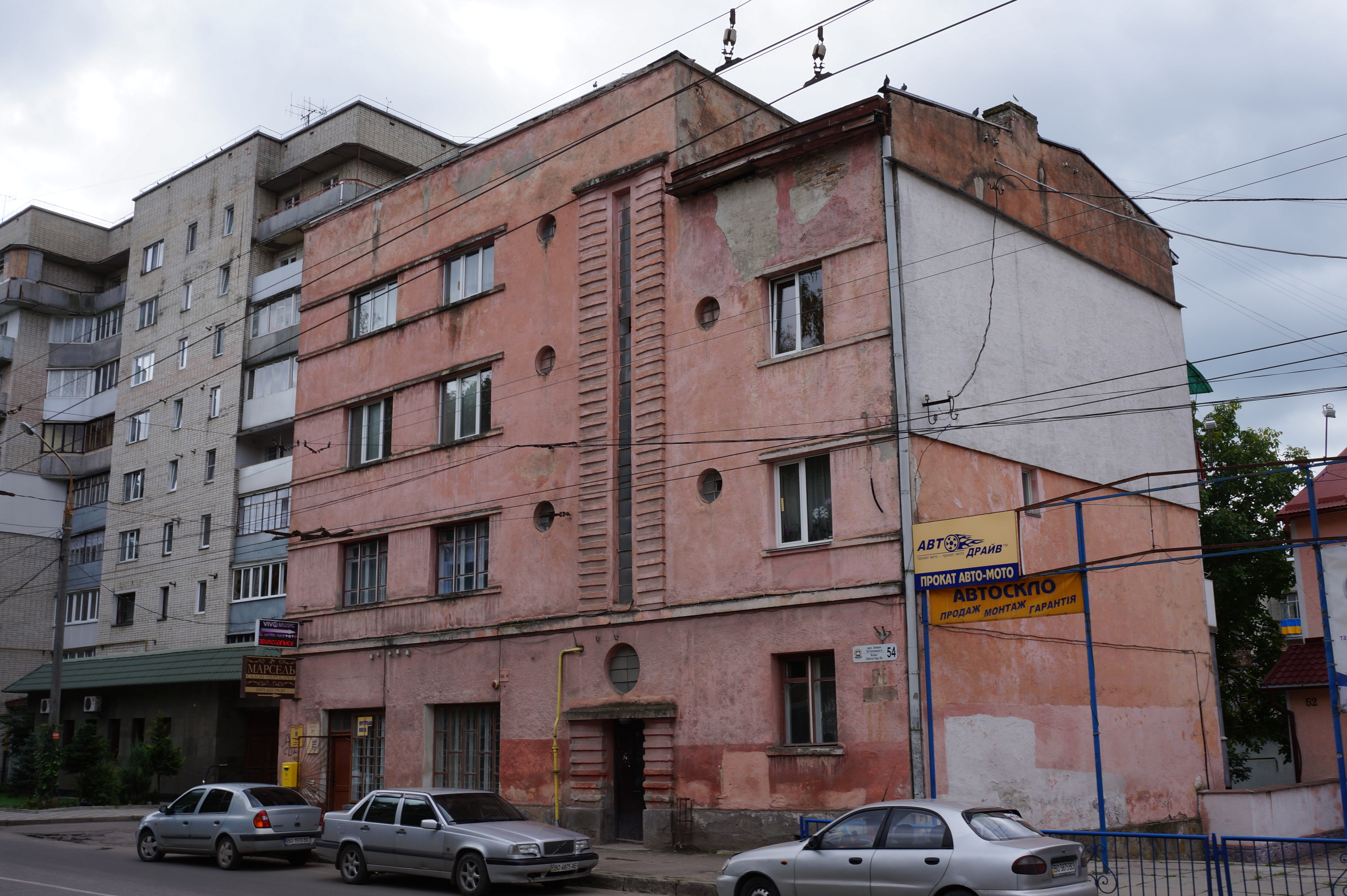
Вул. Князя Острозького, 54